# キアッピノ・ヴィテッリ

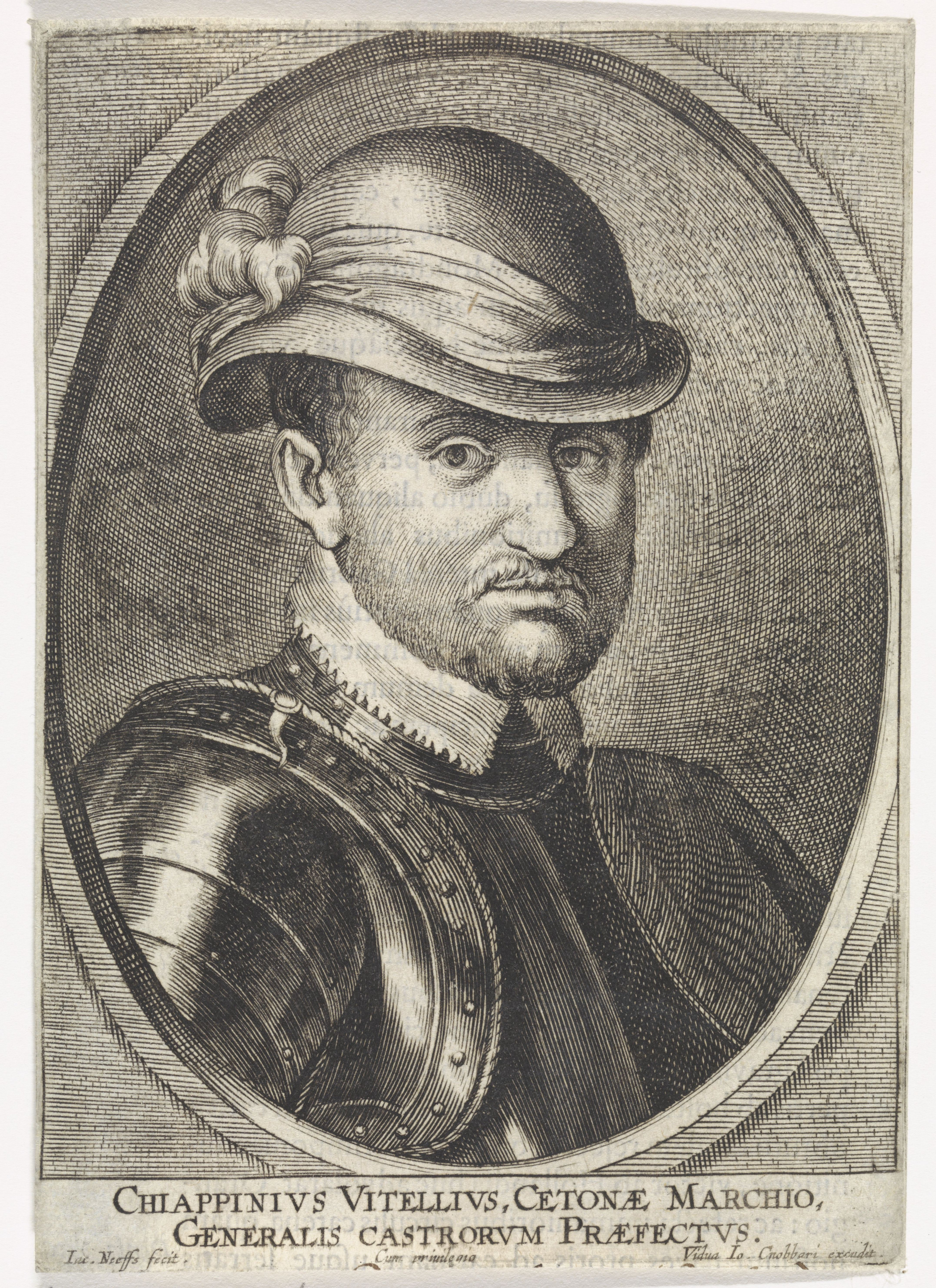
キアッピノ・ヴィテッリの肖像

ジョヴァン・ルイージ・ヴィテッリ（伊：Giovan Luigi Vitelli、1519年 – 1575年7月）は、イタリアの貴族・軍人である。
チェトーナ侯爵。ピオンビーノ長官、駐英トスカーナ大使を歴任した。通称はキアッピノ・ヴィテッリ（Chiappino Vitelli）。

## 生涯
1519年に傭兵隊長のニッコロ・ヴィテッリの息子として生まれた。
ヴィテッリは、コジモ1世のもとでフィレンツェ、シエーナ、モンタルチーノを獲得するための戦争で隊長を務め、1543年にピオンビーノの長官に任命された。
また、スペイン・フランドル軍の将軍、エリザベス1世の駐英トスカーナ大使を務め、1556年にコジモ1世からチェトーナ侯爵の称号を賜った。
チェトーナでは要塞を修復し、1559年にはヴィテッリ広場（現ガリバルディ広場）を作り、現在は重要な美術作品を所蔵するヴィテッリ宮殿を建てた。これらには1555年に包囲したグロッセート近郊にあったモンテペスカリの鐘塔など、他所から取得した物を使用した。
ヴィテッリの軍事的発明には、1572年にスペインのアルバ公爵のためにモンスで初めて試みられた攻城術がある。
1575年7月、オランダで死去した。